# Fujieda MYFC
Il Fujieda MYFC (藤枝MYFC?, Fujieda Maiefushī) è una società calcistica giapponese di Fujieda, nella Prefettura di Shizuoka. Milita in J2 League, il secondo livello del campionato giapponese di calcio.
Il club è finanziato da abbonati online ed è il primo del genere in Giappone.

## Storia
Il nucleo originario del club risale al 2008, quando il progetto My Football Club rilevò il Fujieda Nelson CF, così chiamato in onore di Daishirō Yoshimura, il cui primo nome era Nelson. Nel 2009 la squadra fu ribattezzata Fujieda MYFC.
Nel 2010, My Football Club acquisì anche lo Shizuoka FC, accorpandolo al Fujieda MYFC e dando vita al Shizuoka Fujieda MYFC, che assunse nuovamente la denominazione attuale al termine della stagione 2011.
Nello stesso anno, il club vinse la Tokai League Division 1, ma fu eliminato nel torneo di promozione della Japan Regional League.
Nel 2011, si classificò ancora al 1º posto in campionato e, grazie al 2º posto ottenuto nel torneo di promozione della Regional League, ottenne la promozione in Japan Football League.
Nel 2012, il Fujieda MYFC concluse la sua prima stagione in Japan Football League all'11º posto.
Nel 2013, nonostante il 13º posto in campionato, il club fu ammesso tra le squadre partecipanti alla neonata J3 League per la stagione seguente.
Dopo nove anni consecutivi in J3 League, nel 2022 il club ottenne la prima, storica promozione in J2 League per effetto del 2º posto finale in campionato.

## Stadio
Il Fujieda MYFC disputa gli incontri casalinghi al Fujieda Soccer Stadium, in passato denominato Fujieda Sports Complex Park, inaugurato nel 2002 ed ampliato tra il 2022 e il 2023.

## Organico

### Rosa 2024
Rosa e numerazione aggiornate al 22 agosto 2024.
| N. |                     | Ruolo | Calciatore                 |
| -- | ------------------- | ----- | -------------------------- |
| 1  | Giappone (bandiera) | P     | Kōsuke Okanishi            |
| 2  | Giappone (bandiera) | D     | Nobuyuki Kawashima         |
| 3  | Giappone (bandiera) | D     | Shōta Suzuki               |
| 4  | Giappone (bandiera) | D     | Sō Nakagawa                |
| 6  | Giappone (bandiera) | C     | Taiki Arai                 |
| 8  | Giappone (bandiera) | C     | Ren Asakura                |
| 9  | Giappone (bandiera) | A     | Ken Yamura                 |
| 10 | Giappone (bandiera) | C     | Keigo Enomoto              |
| 11 | Brasile (bandiera)  | A     | Anderson Chaves            |
| 13 | Giappone (bandiera) | C     | Kōta Ōsone                 |
| 14 | Giappone (bandiera) | C     | Kazaki Nakagawa            |
| 15 | Giappone (bandiera) | C     | Masahiko Sugita (capitano) |
| 16 | Giappone (bandiera) | D     | Kōtarō Yamahara            |
| 17 | Giappone (bandiera) | C     | Kenshirō Hirao             |
| 18 | Giappone (bandiera) | C     | Yōsei Ozeki                |
| 19 | Giappone (bandiera) | C     | Kazuyoshi Shimabuku        |
| 20 | Giappone (bandiera) | A     | Hayato Kanda               |

| N. |                     | Ruolo | Calciatore            |
| -- | ------------------- | ----- | --------------------- |
| 21 | Giappone (bandiera) | P     | Hiromichi Sugawara    |
| 22 | Giappone (bandiera) | D     | Ryōsuke Hisadomi      |
| 23 | Giappone (bandiera) | C     | Ryōta Kajikawa        |
| 24 | Giappone (bandiera) | A     | Kanta Nagata          |
| 27 | Giappone (bandiera) | C     | Shōma Maeda           |
| 29 | Brasile (bandiera)  | D     | Carlinhos             |
| 30 | Giappone (bandiera) | C     | Kaito Seriu           |
| 33 | Giappone (bandiera) | C     | Shōhei Kawakami       |
| 35 | Giappone (bandiera) | P     | Kei Uchiyama          |
| 36 | Giappone (bandiera) | C     | Hiroto Sese           |
| 41 | Giappone (bandiera) | P     | Kai Chidi Kitamura    |
| 46 | Giappone (bandiera) | D     | Ryō Nakamura          |
| 47 | Giappone (bandiera) | C     | Taiga Kawamoto        |
| 70 | Giappone (bandiera) | A     | Kanta Chiba           |
| 97 | Giappone (bandiera) | D     | Malcolm Tsuyoshi Moyo |
| 99 | Brasile (bandiera)  | D     | Wendel                |

### Staff tecnico
Staff tecnico aggiornato al 20 aprile 2025.
- Daisuke Sudo - Allenatore
- Yūji Yabu - Viceallenatore
- Kenji Nakada - Collaboratore tecnico
- Takuma Edamura - Collaboratore tecnico
- Júlio Souza - Collaboratore tecnico e interprete
- Kensaku Abe - Preparatore portieri
- Shōjirō Ida - Preparatore fisico
- Yashiki Seike - Analista
- Kōta Gunji - Analista